# Olympische Sommerspiele 2008/Teilnehmer (Guyana)
| Gelbes Symbol für Goldmedaillen mit stilisierten Olympischen Ringen | Graues Symbol für Silbermedaillen mit stilisierten Olympischen Ringen | Braundes Symbol für Bronzemedaillen mit stilisierten Olympischen Ringen |
| ------------------------------------------------------------------- | --------------------------------------------------------------------- | ----------------------------------------------------------------------- |
| —                                                                   | —                                                                     | —                                                                       |

Das südamerikanische Guyana nahm bei den Olympischen Spielen 2008 in Peking mit vier Athleten teil. 

## Teilnehmer nach Sportart

### Leichtathletik
- Marian Burnett
Frauen, 800 m: in der 1. Runde ausgeschieden
- Adam Harris
Männer, 200 m: in der 1. Runde ausgeschieden
- Aliann Pompey
Frauen, 400 m: im Halbfinale ausgeschieden

### Schwimmen
- Niall Roberts
Männer, 50 m Freistil: im Vorlauf ausgeschieden